# NGC 4650
NGC 4650 ist eine Balken-Spiralgalaxie vom Hubble-Typ SBa im Sternbild Zentaur am Südsternhimmel. Sie ist schätzungsweise 124 Millionen Lichtjahre von der Milchstraße entfernt, hat einen Durchmesser von etwa 120.000 Lichtjahren und ist Mitglied des Centaurus-Galaxienhaufens.

Im selben Himmelsareal befinden sich u. a. die Galaxien NGC 4603, NGC 4616, NGC 4622, NGC 4661.
Das Objekt wurde am 26. Juni 1834 von John Herschel mit einem 18-Zoll-Spiegelteleskop entdeckt, der sie mit „vF, R, bM, resolvable. Wind violent“ beschrieb.